# Cyriel and The More Love Band
Cyriel and The More Love Band is een Surinaamse band. 
Ze werd in augustus 2011 opgericht en staat onder leiding van Cyriel Lamesi. De formatie bestaat uit rond de tien leden en speelt in de stijlen kaseko, kawina en reggae. Ze treedt op in Suriname en het buitenland.
De band kende een groot aantal hits, waaronder Bai brede, Knuffel, Verrader en A ne bribi mi. Ze won meermaals de People's Choice Award tijdens de Summer Artist Award Show.
Cyriel and The More Love Band houdt zich naast muziek ook bezig met goede doelen. Voor kinderen van Blindenzorg, S.O.G.K. en de Stichting Kennedy School organiseerde ze in 2015 een speciale dag met zang, dans en andere kunstvormen in een restaurant in Paramaribo. Samen met de vrouwenorganisatie Dja Dja Uma Fu Tide organiseerde ze meermaals een Donatie & Cook-out Event. In 2020 organiseerde ze een tribuutconcert om geld in te zamelen voor de zieke zangeres Sisa Agi. Bij elkaar werd een bedrag van meer dan 22 duizend SRD opgehaald om haar verzorging in Libi Makandra te kunnen financieren.